# Latirus
Latirus là một chi ốc biển, là động vật thân mềm chân bụng sống ở biển trong họ Fasciolariidae.

## Các loài
Các loài trong chi Latirus gồm có:
- Latirus abnormis G.B. Sowerby III, 1849[2]
- Latirus acuminatus (Kiener, 1840)[3]
- Latirus alboapicatus Smith, 1902[4]
- Latirus amplustris (Dillwyn, 1817)[5]
- Latirus anapetes Woodring, 1964[6]
- Latirus andamanicus Smth, 1894[7]
- Latirus attenuata (Reeve, 1847)[8]
- Latirus barclayi (Reeve, 1847)[9]
- Latirus belcheri (Reeve, 1847)[10]
- Latirus bernadensis Bullock, 1947[11]
- Latirus brinkae Lussi, 1996[12]
- Latirus candelabrum (Reeve, 1847)[13]
- Latirus carotianus Tapparone-Canefri, 1879[14]
- Latirus carpentariensis Hedley, 1812[15]
- Latirus castaneus (Gray, 1839)[16]
- Latirus constrictus (Koch, 1845)[17]
- Latirus devyanae Rios, Costa & Calvo, 1994[18]
- Latirus deynzerorum Emerson & Sage, 1990[19]
- Latirus elegans Adams, 1855[20]
- Latirus fallax (Küster & Kobelt, 1874) [21]
- Latirus fastigium (Reeve, 1847)[22]
- Latirus fenestratus (Anton, 1838)[23]
- Latirus filamentosus (Küster & Kobelt, 1874)[24]
- Latirus filmerae (G.B. Sowerby III, 1900)[25]
- Latirus flavidus Adams, 1855[26]
- Latirus gibbulus (Gmelin, 1791)[27]
- Latirus granatus (Koch, 1845)[28]
- Latirus hesterae Melvill, 1891[29]
- Latirus impressus (Anton, 1838)[30]
- Latirus lanceolatus (Reeve, 1847)[31]
- Latirus lautus (Reeve, 1847)[32]
- Latirus lignosus (Gmelin, 1791)[33]
- Latirus maculatus (Reeve, 1847)[34]
- Latirus mannophorus (Melvill, 1891)[35]
- Latirus martinorum Cernohorsky, 1987[36]
- Latirus maximus G. B. Sowerby, 1893[37]
- Latirus maxwelli (Pilsbry, 1939)[38]
- Latirus mcmurrayi Clench & Aguayo, 1941[39]
- Latirus minutisquamosus (Reeve, 1848)[40]
- Latirus modestus (Philippi, 1844)[41]
- Latirus mollis (G.B. Sowerby III, 1913)[42]
- Latirus nassoides (Reeve, 1847)[43]
- Latirus nematus Woodring, 1928[44]
- Latirus niger Odhner, 1917[45]
- Latirus ogum Petuch, 1979[46]
- Latirus philipinensis Snyder, 2003[47]
- Latirus philippinensis Snyder, 2003[48]
- Latirus pictus (Reeve, 1847)[49]
- Latirus plicatulus (Anton, 1838)[50]
- Latirus polygonus (Gmelin, 1791)[51]
- Latirus pulleini Verco, 1895[52]
- Latirus purpuroides (Lesson, 1842)[53]
- Latirus rhodostoma (Adams, 1855)[54]
- Latirus rosadoi Bozzetti, 2002[55]
- Latirus rosaponti (Lesson, 1842)[56]
- Latirus rousi G.B. Sowerby III, 1886[57]
- Latirus rufus (Reeve, 1848)[58]
- Latirus rugosissimus (Locard, 1897)[59]
- Latirus singularis G.B. Sowerby III, 1903[60]
- Latirus spinosus (Philippi, 1845)[61]
- Latirus spirorbulus (Menke, 1829)[62]
- Latirus staminatus Garrard, 1966[63]
- Latirus stenomphalus Habe & Kosuge, 1966[64]
- Latirus strangei (Adams, 1855)[65]
- Latirus tenuistratus Sowerby[66]
- Latirus tigroides Kilburn, 1975[67]
- Latirus troscheli Löbbecke, 1882[68]
- Latirus unifasciatus (Wood, 1828)[69]
- Latirus vermeiji Petuch, 1986[70]
- Latirus vischii Bozzetti, 2008[71]
- Latirus walkeri Melvill, 1894[72]

Các loài được đưa vào đồng nghĩa
- Latirus abbotti Snyder, 2003[73]: đồng nghĩa của Polygona abbotti
- Latirus aldeynzeri Garcia, 2001[74]: đồng nghĩa của Hemipolygona aldeynzeri
- Latirus angulatus (Röding, 1798)[75]: đồng nghĩa của Polygona angulata
- Latirus annulata Röding, 1798[76]: đồng nghĩa của Pustulatirus annulatus
- Latirus armatus Adams A., 1854[77]: đồng nghĩa của Hemipolygona armata
- Latirus australiensis Reeve[78]: đồng nghĩa của Peristernia australiensis
- Latirus bairstowi G.B. Sowerby III, 1886[79]: đồng nghĩa của Dolicholatirus bairstowi
- Latirus balicasagensis Bozzetti, 1997[80]: đồng nghĩa của Fusolatirus balicasagensis
- Latirus bayeri Petuch, 2001[81]: đồng nghĩa của Polygona bayeri
- Latirus beckyae Snyder, 2000[82]: đồng nghĩa của Hemipolygona beckyae
- Latirus bonnieae Smythe, 1985[83]: đồng nghĩa của Hemipolygona bonnieae
- Latirus brazieri Angas[84]: đồng nghĩa của Nodopelagia brazieri
- Latirus carinifer (Lamarck, 1816)[85]: đồng nghĩa của Hemipolygona carinifera
- Latirus centrifugus (Dall, 1915)[86]: đồng nghĩa của Hemipolygona centrifuga
- Latirus cloveri Snyder, 2003[87]: đồng nghĩa của Fusolatirus suduirauti
- Latirus clovery Snyder, 2003: wrong spelling của Latirus cloveri
- Latirus concentrica (Reeve, 1847)[88]: đồng nghĩa của Polygona concentrica
- Latirus concinnus Tapparone-Canefri, 1880[89]: synonym of Latirus maculatus var. concinna Tapparone-Canefri, 1880 [90]
- Latirus cuna Petuch, 1990[91]: đồng nghĩa của Hemipolygona cuna
- Latirus elsiae Kilburn, 1975[92]: đồng nghĩa của Fusolatirus elsiae
- Latirus eppi Melvill, 1891[93]: đồng nghĩa của Pustulatirus eppi
- Latirus ernesti Melvill, 1910[94]: đồng nghĩa của Teralatirus ernesti
- Latirus filosa (Schubert & Wagner, 1829)[95]: wrong name for Latirus filosus
- Latirus filosus (Schubert & Wagner, 1829)[96]: đồng nghĩa của Polygona filosa
- Latirus formosior Melvill, 1891[97]: đồng nghĩa của Fusolatirus formosior
- Latirus hemphilli Hertlein & Strong, 1951[98]: đồng nghĩa của Pustulatirus hemphilli
- Latirus infundibulum (Gmelin, 1791)[99]: đồng nghĩa của Polygona infundibula
- Latirus iris (Lightfoot, 1786)[100]: đồng nghĩa của Turrilatirus iris
- Latirus jucundus McGinty, 1940[101]: đồng nghĩa của Polygona jucunda
- Latirus kandai Kuroda, 1950[102]: đồng nghĩa của Fusolatirus kandai
- Latirus labronicus (Monterosato, 1884)[103]: đồng nghĩa của Fusinus labronicus
- Latirus lacteum Matthews-Cascou, Matthews & Rocha, 1991[104]: đồng nghĩa của Polygona lactea
- Latirus martini Snyder, 1988[105]: đồng nghĩa của Polygona martini
- Latirus mediamericanus Hertlein & Strong, 1951[106]: đồng nghĩa của Pustulatirus mediamericanus
- Latirus mosselensis Tomlin, 1932[107]: đồng nghĩa của Hemipolygona mosselensis
- Latirus nassatula Lamarck[108]: đồng nghĩa của Peristernia nassatula
- Latirus praestantior Melvill, 1892[109]: đồng nghĩa của Pustulatirus praestantior
- Latirus profetai (Nofroni, 1982)[110]: đồng nghĩa của Fusinus profetai
- Latirus paeteliana (Küster & Kobelt, 1874)[111]: đồng nghĩa của Fusolatirus paetelianus
- Latirus pagodaeformis (Melvill, 1899)[112]: đồng nghĩa của Fusolatirus pagodaeformis
- Latirus pearsoni Snyder, 2002[113]: đồng nghĩa của Fusolatirus pearsoni
- Latirus recurvirostra (Schubert & Wagner, 1829)[114]: đồng nghĩa của Hemipolygona recurvirostra
- Latirus sanguiflua (Reeve, 1847)[115]: đồng nghĩa của Turrilatirus sanguifluus
- Latirus sanguineus (Wood, 1828)[116]: đồng nghĩa của Pustulatirus sanguineus
- Latirus sarinae Snyder, 2003[117]: đồng nghĩa của Fusolatirus sarinae
- Latirus socorroensis Hertlein & Strong, 1951[118]: đồng nghĩa của Polygona socorroensis
- Latirus suduirauti (Fraussen, 2003)[119]: đồng nghĩa của Fusolatirus suduirauti
- Latirus tumens Carpenter, 1856[120]: đồng nghĩa của Polygona tumens
- Latirus turritus (Gmelin, 1791)[121]: đồng nghĩa của Turrilatirus turritus
- Latirus varai Bullock, 1970[122]: đồng nghĩa của Hemipolygona varai
- Latirus virginensis Abbott, 1958[123]: đồng nghĩa của Pustulatirus virginensis

## Hình ảnh

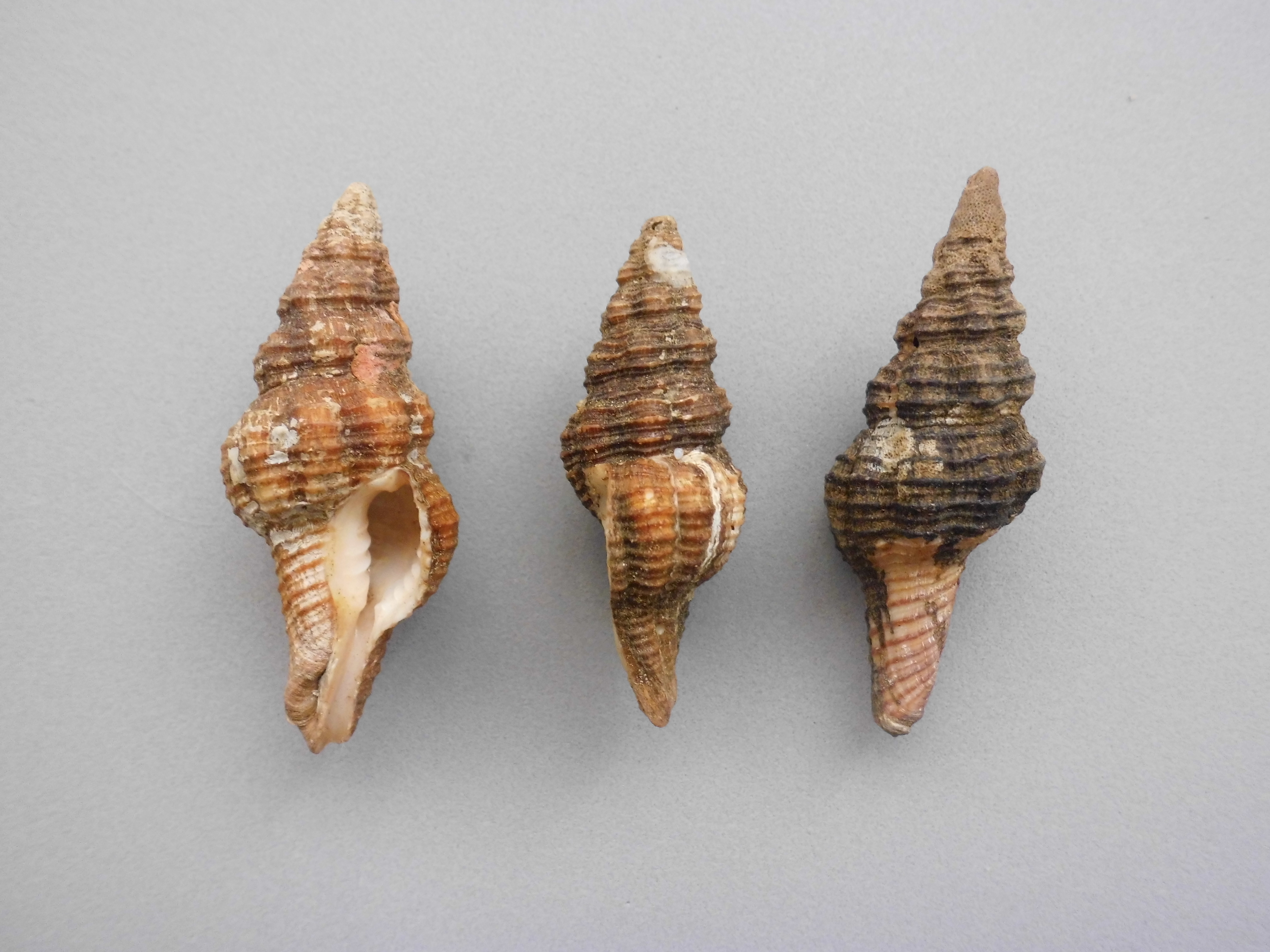